# Акколь (Зерендинский район)
Акко́ль (каз. Ақкөл, в переводе — белое озеро) — село в Зерендинском районе Акмолинской области Казахстана. Административный центр Аккольского сельского округа. Код КАТО — 115633100.

## География
Село расположено на востоке района, в 50 км на северо-восток от центра района села Зеренда. Близ села проходит автодорога Р-14 (объездная Кокшетау).

### Улицы[2]
- ул. Акан сери,
- ул. А. С. Пушкина,
- ул. Бейбитшилик,
- ул. Богенбай батыра,
- ул. Габита Мусрепова,
- ул. Курылысшылар,
- ул. Луговая,
- ул. Маяковского,
- ул. Шокана Уалиханова,
- ул. Шолохова,
- ул. Юрия Гагарина,
- ул. Ыбырай Алтынсарина.

Решением акима Аккольского сельского округа от 30 октября 2018 года, в селе были переименованы 2 улицы.
Решением акима Аккольского сельского округа от 4 декабря 2020 года, в селе были переименованы 5 улицы.

### Ближайшие населённые пункты
- село Ивановка в 7 км на юге,
- село Казахстан в 7 км на востоке,
- посёлок Станционный в 10 км на северо-западе,
- город Кокшетау в 11 км на западе,
- село Кызылтан в 12 км на северо-востоке.

## Население
В 1989 году население села составляло 1410 человек (из них русских 34%, немцев 26%).
В 1999 году население села составляло 1121 человек (546 мужчин и 575 женщин). По данным переписи 2009 года, в селе проживало 1140 человек (547 мужчин и 593 женщины).
| Численность населения | Численность населения | Численность населения |
| 1989                  | 1999                  | 2009                  |
| --------------------- | --------------------- | --------------------- |
| 1410                  | ↘1121                 | ↗1140                 |